# Campoletis nigripes
Campoletis nigripes là một loài tò vò trong họ Ichneumonidae.